# Виговський Володимир Степанович
Володимир Степанович Виговський (1 січня 1929, Жужель, Ємільчинський район — 16 лютого 1987, Київ) — український радянський письменник, член Спілки письменників України, учасник Другої світової війни.

## Із життєпису
Мав бойові нагороди. Працював на виробництві, згодом — бібліографом видавництва. Із 1954 року на творчій роботі. У 1960—63 роках навчався в Українському поліграфічному інституті у Львові.
Твори: повість «Вогонь юного серця» (1955), збірка оповідань для дітей «Незвичайна розвідка» (1967).